# Kirche Sigriswil

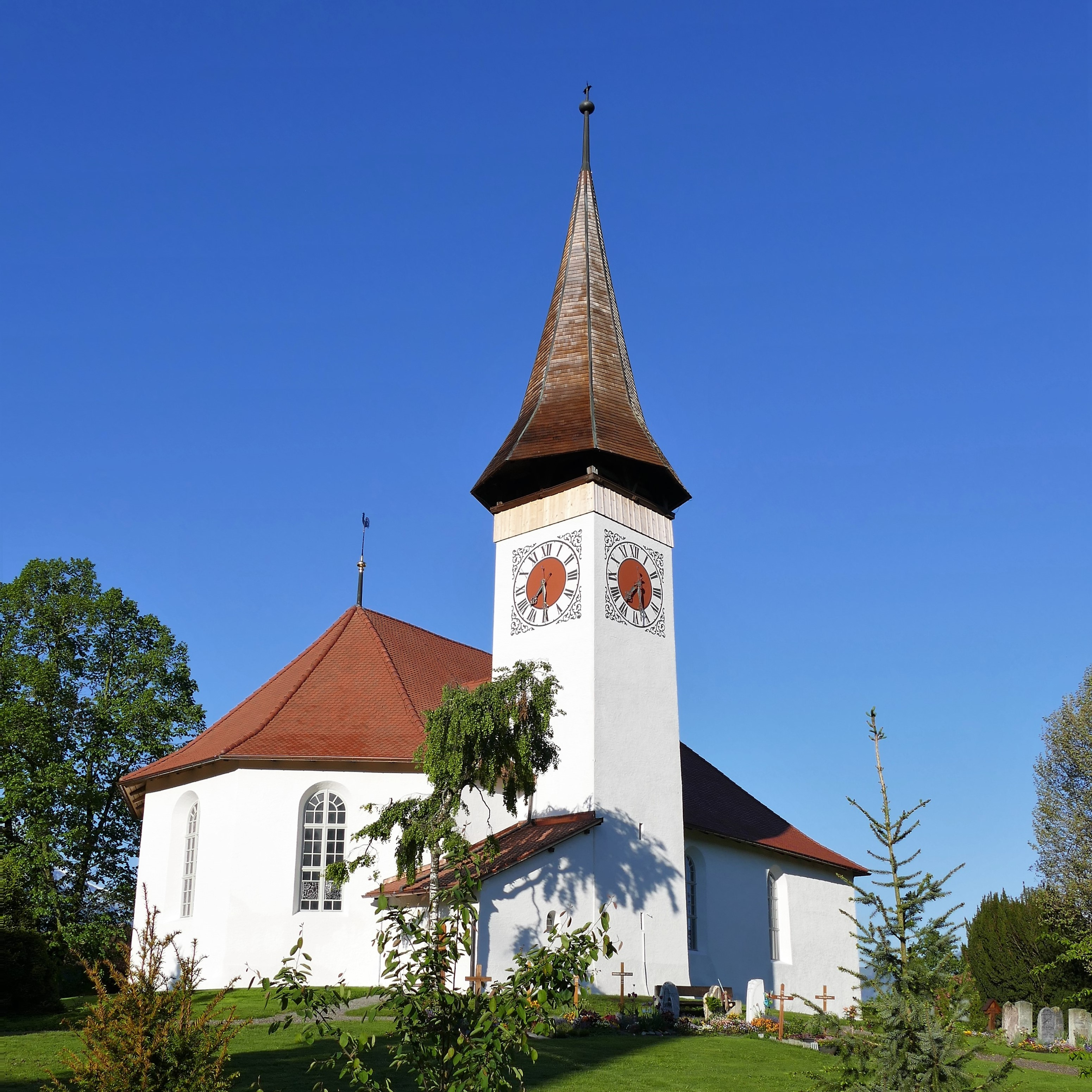
Kirche Sigriswil nach der Aussenrenovation 2018

Die Kirche während des Ersten Weltkriegs

Die Kirche von Sigriswil stammt aus der Zeit von 1678/1679 und ist ein Nachfolgebau von zwei Vorgängerbauten und steht in der Gemeinde Sigriswil aus dem Verwaltungskreis Thun des Kantons Bern in der Schweiz. Sie gehört zur Kirchgemeinde Sigriswil in der reformierten Landeskirche Bern-Jura-Solothurn.

## Baugeschichte
Ein Vorgängerbau der heutigen Kirche wurde im 10. oder 11. Jahrhundert errichtet. Möglicherweise wurde die Kirche von Rudolf II. in Auftrag gegeben und gehörte damit zu den zwölf Tochterkirchen der Wallfahrtskirche von Einigen. Allerdings ist dies historisch nicht gesichert. Bei archäologischen Grabungen im Jahr 1957 anlässlich von Renovationsarbeiten wurden neben einigen Gräbern auch Reste von Fundamenten zweier Vorgängerbauten entdeckt. Die ältesten Fragmente stammen aus der vorromanischen oder romanischen Epoche (10. bis 12. Jahrhundert) und gehören zu einem Chor mit möglicherweise polygonen Apsis.
Der zweite Vorgängerbau stammt aus der spätgotischen Zeit. Der Bischof von Konstanz liess diese Kirche um 1467 dem heiligen Gallus weihen. Es ist deshalb anzunehmen, dass es sich dabei um einen Neubau oder um erhebliche Veränderungen an der bisherigen Kirche handeln musste. Bei den Renovationsarbeiten von 1957 wurden Fresken aus dem 14. Jahrhundert an der Nordwand freigelegt. Die Nordwand könnte noch Bausubstanz aus der vorromanischen oder romanischen Zeit darstellen.
Der Berner Baumeister Abraham Dünz (1630–1688) hat die heutige Kirche gebaut. Sie entspricht dem klassischen Stil der evangelischen Predigtkirche aus dem 17. Jahrhundert.
Am 26. Juni 1671 ist das Pfarrhaus teilweise abgebrannt. Die Kirche ist aber sehr wahrscheinlich vor der Feuersbrunst verschont geblieben. Historisch gesichert ist ein Brand der Kirche jedenfalls nicht. Trotzdem wurde 1677 die Kirche umgebaut und erweitert. An der Nordwand wurden zwei Fenster und eine Türe (genannt «Schwandentor») eingelassen. Weitere Arbeiten sind in den Jahren 1784, 1838 und 1866 dokumentiert. Bei Renovationsarbeiten im Jahr 1957 wurde das «Schwandentor» zugemauert. Die Orgel wurde aus dem Chorraum, die Kanzel von der Südwand und die Tafel mit den zehn Geboten von der Nordwand verschoben.

## Architektur und Einrichtung
Die Kirche hat ein ohne abtrennenden Chorbogen verlängertes Schiff, die Kanzel steht an der nördlichen Seitenwand, der Abendmahlstisch und das Taufbecken in der Hauptachse. Die Decke des ganzen Kirchenraumes wurde 1679 vom Maler Hans Conrad Heinrich Friedrich bemalt. Sie ist mit diversen barocken Ornamenten verziert. Die Decke hängt mit einem starken Unterzug am Dachstuhl. Der Turm stammt möglicherweise aus der romanischen Zeit. Er steht zum Schiff in einem leicht schiefen Winkel und hatte gegen Osten vermutlich eine Sakristei angebaut. Sein Dachstuhl mit Spitzhelm wurde im 15. Jahrhundert errichtet.
An der Südseite des Schiffes wurde eine Tafel mit den Zehn Geboten angebracht. Sie wurde vom Maler Friedrich angefertigt, der bereits die Decke verzierte. Auf dieser Tafel sind rechts und links neben den Zehn Geboten noch die Namen und Wappen der Mitglieder des damaligen Gerichtes und des Chorgerichtes von Sigriswil vermerkt. Zusätzlich stehen dort auch die Namen und Wappen des Schultheissen von Thun Johann Rudolf Tillier wie auch der damalige Pfarrer Daniel Müller, der Werkmeister Abraham Dünz und zwei Junker (Anthoni Felss und Beat Ludwig Michel) des Guts Ralligen. Sie waren sehr wahrscheinlich die Stifter der neuen Kirche.
Bei den Renovationsarbeiten im Jahr 1957 wurde Reste von mittelalterlichen Fresken entdeckt, die schliesslich restauriert wurden. Die ungefähr um 1300 entstandene Darstellung von Christophorus mit dem Christkind auf dem Arm ist das augenfälligste Element dieser Malerei. Die Ornamentik («Knopfmuster») des Gewandes ist typisch für Christophorusdarstellungen und ist beispielsweise ähnlich in der Kirche Amsoldingen und in der Kirche Erlenbach im Simmental anzutreffen. Neben dieser Darstellung sind neuere Fresken zu sehen, die um die Mitte des 14. Jahrhunderts entstanden sind. Links neben der Christophorusdarstellung ist eine Kreuzigungsgruppe abgebildet. Sie besteht vermutlich aus den Personen Maria (links des Kreuzes), Johannes (rechts des Kreuzes), sowie weiter links stehend die Heiligen Gallus und Verena. Oberhalb ist noch eine Szene abgebildet, die möglicherweise den Einzug von Jesus in Jerusalem darstellt.
Die Kanzel stammt aus der Renaissance-Zeit und zwar aus dem Jahr 1602. Auf dem Kanzelbrett sind neben dieser Jahreszahl noch Initialen zu erkennen, die von den Zimmerleuten stammen könnte. Auf den Seiten des Schalldeckels steht rundherum ein Bibelvers: «Das Evangelium Jesu Christi ist die Kraft Gottes zum Heil einem jeden der daran gloubt. Rom. Cap. 1.». Der barocke Tisch für das Abendmahl zeigt am Fuss einige Früchtedarstellungen und die Jahreszahl 1678. Er wurde in der Bauhütte für das Berner Münster gefertigt.
Von der Bestuhlung aus der Zeit zwischen 1679 und 1957, bestehend aus Bänken ohne Rückenlehnen, die deshalb ähnlich ausgesehen haben musste, wie diejenige in der Kirche Scherzligen, sind nur noch drei Bänke unter der Portlaube übrig geblieben.

## Orgel

Orgel der Kirche Sigriswil

Die Orgel wurde 1958 von der Firma Orgelbau Genf AG erbaut. Revisionen erfolgten 1984 und 2003, bei der letzteren wurden  
neu eingebaut: Trompete im Hauptwerk und ein Tremulant im Positiv. Die Orgel verfügt über zwei Manuale zu 56 Tasten und ein Pedal zu 30 Tasten sowie 23 Register. Die Traktur ist mechanisch, die Registratur pneumatisch.
Disposition seit 2003:
| I Hauptwerk C–f3 |       |            |
| Prinzipal        | 8′    |            |
| Spitzflöte       | 8′    |            |
| Octave           | 4′    |            |
| Hohlflöte        | 4′    |            |
| Superoctave      | 2′    |            |
| Mixtur 4f.       | 1 ⁄3′ |            |
| Trompete         | 8′    | [ Anm. 1 ] |

| II Positiv C–f3 |            |
| Suavial         | 8′         |
| Gedackt         | 8′         |
| Prinzipal       | 4′         |
| Rohrflöte       | 4′         |
| Quinte          | 2 ⁄3′      |
| Flageolet       | 2′         |
| Terz            | 1 3⁄5′     |
| Scharf 4f.      | 1′         |
| Regal           | 8′         |
| Tremulant       | [ Anm. 1 ] |

| Pedal C–d1 |     |
| Prinzipal  | 16′ |
| Subbass    | 16′ |
| Prinzipal  | 8′  |
| Bordun     | 8′  |
| Octave     | 4′  |
| Rohrflöte  | 4′  |
| Zinke      | 8′  |

- Koppeln: II/I, I/P, II/P
- Spielhilfen: Zwei freie Kombinationen, Tutti, Absteller für Mixtur, Scharf, Trompete, Zinke

Anmerkungen
1. 1 2  2003 eingebaut